# Michal Suchánek
Michal Suchánek (alias Mistr improvizace, nebo také známý jako Kurt Krutys nebo Kenáchus) a také známý jako Suchoš (* 29. července 1965 Jičín) je český herec, moderátor, bavič, scenárista, režisér, textař, zpěvák a dabér.

## Životopis
Michal Suchánek se narodil 29. července 1965 v Jičíně, ale své dětství prožil v nedaleké Sobotce. Již ve čtyřech letech se díky „andělské tvářičce“ objevil na titulní stránce časopisu Vlasta. Na základě této fotografie si ho v roce 1974 vyhlédl do svého filmu Pozdní léto režisér Antonín Moskalyk a tím odstartoval kariéru dětské filmové hvězdy (např. filmy Jen si tak trochu písknout, Spadla z oblakov či Sněženky a machři (role Karla Máchy).
Ještě na základní škole se Michal s rodiči přestěhoval do Prahy a poté se rozhodl pro studium herectví. Vystudoval hudebně-dramatické oddělení Státní konzervatoře v Praze (1981–88). Nikdy ale nenastoupil k žádnému divadlu do stálého angažmá. Po roce 1989 se neúspěšně pokoušel podnikat v pohostinství, následně se ale vrátil zpět k divadlu. Působil například v Čechově prozatímním divadle (F. R. Čech), v Činoherním klubu, v Rubínu nebo na scéně Národního divadla.
I v dospělosti ztvárnil Michal Suchánek řadu filmových a televizních rolí (např. Proč?, Prachy dělaj člověka, Tankový prapor, Ještě větší blbec, než jsme doufali, Dvě z policejní brašny, Bylo nás pět, Arabela se vrací atd.). Zahrál si také v několika muzikálech (Krysař, Tři mušketýři, Angelika).
Již na konzervatoři se potkal a spřátelil s tanečníkem Richardem Genzerem, se kterým později vytvořil nerozlučnou moderátorskou dvojici.
Michal Suchánek odmalička sportuje (fotbal, lyžování), má rád hokej a auta.
Je velkým fanouškem HC Slavia Praha a SK Slavia Praha.
Jeho manželkou je tanečnice a choreografka Renata Suchánková, se kterou má dvě děti – Jáchyma (nar. 26. března 1991) a Bereniku (nar. 1997). Michal má jednoho bratra – Vladana, který je výtvarníkem a jeho otcem je známý sportovní komentátor Jaroslav Suchánek.
V roce 1999 o Michalu Suchánkovi natočil (v rámci cyklu České televize Osudy hvězd) režisér Jiří Strach portrét s názvem (Polo)herec.
V roce 2000 společně s Richardem Genzerem, Veronikou Žilkovou a Josefem Cardou vytvořili pro TV Nova televizní pořad Tele Tele. Tento pořad vydržel na televizní obrazovce 7 let. V letech 2008–2011 dvojice Suchánek-Genzer moderovala svojí vlastní talk show nazvanou Mr. GS. Od roku 2011 vystupuje po boku Genzera, Ondřeje Sokola a Igora Chmely v rámci improvizační show Partička na TV Prima. V témže roce se také vrací na divadelní prkna. V Činoherním klubu působí v kritiky oceňované roli Richarda Romy ve hře Davida Mameta Glengarry Glen Ross.
Spolu s Richardem Genzerem natočili dvě recesistická písňová CD – Šlágry Boba a Toma (2001) a Volume doprava! (2006) a napsali knihu Chytrost nejsou žádné čáry (2006). Společně se také věnují moderování a v roce 2003 založili vlastní reklamní agenturu "Bob a Tom Creative shop, s.r.o.", v jejímž rámci vymysleli a natočili například reklamu na kávu Marila.
Při koronavirové krizi v roce 2020 a 2021 se zúčastnil demonstrací proti soudobým opatřením.

## Divadlo
Michal Suchánek nikdy nenastoupil do stálého divadelního angažmá. Nicméně ztvárnil řadu rolí na mnoha pražských scénách – Národní divadlo, divadelní soubor F.R.Čecha (Čechovo prozatímní divadlo), Černé divadlo, Rubín, Činoherní klub, Náhradní divadlo, Divadlo v Řeznické, Ta Fantastika, Hybernia atd.).
V Národním divadle hrál například ve Shakespearových hrách Marná lásky snaha (Smítko) a Král Jindřich IV. (Sloužící Nejvyššího soudce).
Ztvárnil také několik muzikálových rolí (Krysař (Vrah), Tři mušketýři (Bonacieux), Angelika (Stelien)).
V roce 2011 se vrátil na divadelní prkna v kritiky oceňované roli Richarda Romy v Mametově hře Glengarry Glen Ross, kterou uvádí pod režijní taktovkou Ondřeje Sokola pražský Činoherní klub.

## Filmy a seriály
Michal Suchánek debutoval ve filmu již ve svých devíti letech. V roce 1974 ho obsadil režisér Antonín Moskalyk ve filmu Pozdní léto do role okatého kluka z dětského domova. V roce 1976 hrál roli Honzíka (jeden ze tří kluků, kterým se poněkud nepovede únos šimpanze Terezy ze zoo) ve filmu Terezu bych kvůli žádné holce neopustil. Následovala role v seriálu Spadla z oblakov (1978) či snímek Jen si tak trochu písknout (1980), kde spolu s D. Šedivákem ztvárnil jednoho z dvojice školáků, kteří ukradnou v kostele varhanní píšťaly.
Nejznámější je ovšem jeho postava Karla Máchy – brýlatého gymnazisty v dědečkově pyžamu – z filmu Sněženky a machři (1982). K této postavě se vrátil znovu v rámci pokračování této úspěšné komedie s názvem Sněženky a machři po 25 letech (2008).
V roce 1991 se objevil v roli vojáka ve filmu Tankový prapor. Zahrál si také v seriálech – např. Arabela se vrací (1990), Bylo nás pět (1994); v televizních inscenacích – např. Dvě z policejní brašny (1996) nebo v pohádkách – např. Klobouk, měšec a láska (1986), O sirotkovi z Radhoště (1996) atd.
V roce 2006 se Michal Suchánek vrací na filmová plátna ve filmu Prachy dělaj člověka, kde po boku Tomáše Hanáka a Ondřeje Vetchého ztvárňuje roli jednoho ze tří lupičů. Jeho zatím poslední filmovou rolí je již zmiňovaný Karel Mácha ve filmu Sněženky a machři po 25 letech (2008).
V roce 2018 se poprvé ve své kariéře představil v internetovém seriálu Život je hra internetové televize MALL.TV v jedné z hlavních rolí.
V roce 2021 narežíroval svůj první film Večírek.

## Televizní tvorba

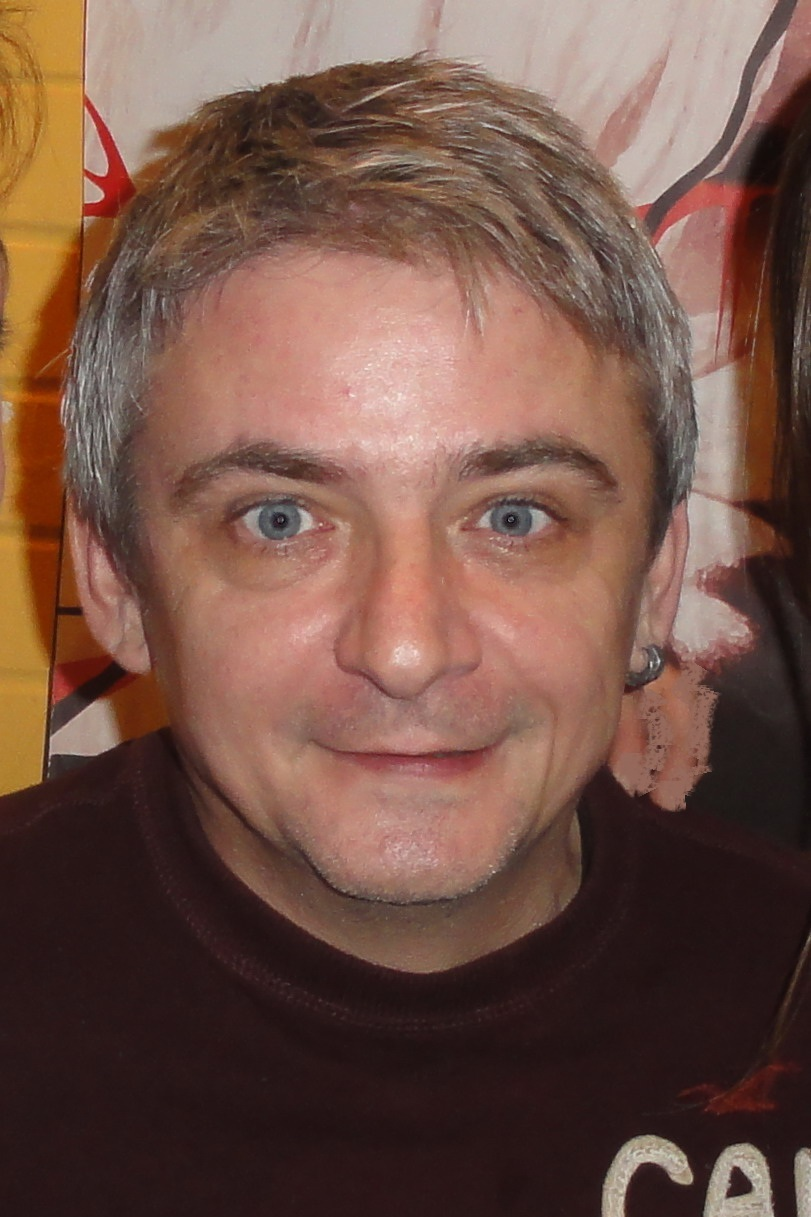
Michal Suchánek po natáčení pořadu Partička (Praha 2012)

Začínal s pořady XXL či Katapult, největší úspěch Michalu Suchánkovi přinesl parodický pořad Tele Tele vysílaný mezi roky 2000 – 2007 na TV Nova (267 dílů), jehož byl duchovním otcem a ve kterém účinkoval spolu s Richardem Genzerem, Veronikou Žilkovou a Josefem Cardou. Tento pořad byl založený na parodování televizních pořadů a seriálů TV Nova.
V roce 2007 moderoval s Richardem Genzerem soutěžní pořad Jsi chytřejší než páťák.
Mezi roky 2008 a 2011 také s Richardem Genzerem uváděli svojí talk show Mr. GS, kde každý týden diskutovali s osobnostmi českého showbyznysu.
V roce 2008 natočili 377 dílů Kalendáře Míši a Ríši, kde v 2 až 5minutových scénkách každodenně se svébytným humorem gratulovali k svátku danému oslavenci.
V roce 2011 po neshodách opustil TV Nova a přešel ke konkurenční TV Prima. Zde s Richardem Genzerem připravovali deset dílů soutěžního pořadu Máš minutu!.
V režii a podle scénáře Daniela Dangla vystupuje v televizním improvizačním pořadu Partička (2011–2015 a 2017–dosud) s Michalem Novotným, Igorem Chmelou, Richardem Genzerem a dalšími.

## Filmografie
- 2018 Život je hra (internetový seriál)
- 2018 Krejzovi (TV seriál)
- 2018 Pepa (TV komedie)
- 2017 Trpaslík (TV seriál)
- 2016 Ohnivý kuře (TV seriál)
- 2016 Rudý kapitán
- 2015 Vybíjená (režie Petr Nikolaev)
- 2014 Krásno (režie Ondřej Sokol)
- 2013 Hvězdička (TV film z cyklu Nevinné lži)
- 2012 Vánoční hvězda (TV film)
- 2011 O mé rodině a jiných mrtvolách (TV seriál)
- 2008 Sněženky a machři po 25 letech
- 2007 Angelika (divadelní záznam)
- 2006 Prachy dělaj člověka
- 2005 Tři mušketýři (divadelní záznam)
- 2005 Ulice (TV seriál)
- 2004 Tři
- 2000 Pra pra pra (TV seriál)
- 1999 Agáta
- 1999 Policajti z předměstí (TV seriál)
- 1996 Dvě z policejní brašny (TV film)
- 1996 Hospoda (TV seriál)
- 1996 Na hraně (TV seriál)
- 1996 O sirotkovi z Radhoště (TV film)
- 1995 Byl jednou jeden polda
- 1995 Přijeď si pro mě, tady straší (TV film)
- 1995 Šaty dělají mrtvolu (TV film)
- 1994 Bylo nás pět (TV seriál)
- 1994 Ještě větší blbec, než jsme doufali
- 1993 Arabela se vrací aneb Rumburak králem Říše pohádek (TV seriál)
- 1993 Zvláštní schopnosti (TV film)
- 1992 Ať ten kůň mlčí! (TV film)
- 1992 Kocourkov (TV film)
- 1992 Osvětová přednáška v Suché Vrbici (TV film)
- 1991 Panenka s porcelánovou hlavičkou (TV film)
- 1991 Tankový prapor
- 1991 Území bílých králů (TV seriál)
- 1990 Jak s Kubou šili všichni čerti (TV film)
- 1990 Pohádky pod lupou (TV seriál)
- 1990 Pražákům, těm je hej
- 1990 Zvonokosy (TV film)
- 1989 Poklad rytíře Miloty
- 1989 Příběh '88
- 1989 Případ pro zvláštní skupinu (TV seriál)
- 1989 Strom pohádek: Pasáček a císařova dcera (TV film)
- 1988 Láska na inzerát (TV film)
- 1988 Rozsudky soudce Ooky (TV film)
- 1988 Sedm hladových
- 1988 Ten tretí (TV film)
- 1988 Zlatá flétna (TV film)
- 1987 Modré kráľovstvo (TV film)
- 1987 Proč?
- 1987 Přízrak (TV film)
- 1987 Strom pohádek (TV seriál)
- 1987 Sychravé království (TV film)
- 1987 Zírej, holube! (TV film)
- 1986 Klobouk, měšec a láska (TV film)
- 1986 Krajina s nábytkem
- 1986 Smutné radosti (TV film)
- 1986 Velká filmová loupež
- 1985 Dva t. č. v zel. hl. dvě veselé nekuř. (TV film)
- 1985 Jako jed
- 1985 Náušnice (TV film)
- 1985 Třetí patro (TV seriál)
- 1985 Večeře se šampaňským (TV film)
- 1984 Bambinot (TV seriál)
- 1984 Rozprávky pätnástich sestier (TV seriál)
- 1984 Sanitka (TV seriál)
- 1983 Anička Jurkovičová (TV film)
- 1983 Hrátky (TV film)
- 1983 Stav ztroskotání
- 1982 Farba tvojich očí (TV film)
- 1982 O smelom krajčírikovi (TV film)
- 1982 Sněženky a machři
- 1981 Katera (TV film)
- 1980 Jen si tak trochu písknout
- 1978 Spadla z nebe (TV seriál)
- 1976 Šťastné a veselé (TV film)
- 1976 Terezu bych kvůli žádné holce neopustil
- 1975 Brána k domovu (TV film)
- 1974 Pozdní léto (TV film)
- 1974 Vodník a Zuzana (TV film)

(Zdroj: CSFD)

## Scénář
- 1993 – Zvláštní schopnosti (film)
- 1998 – XXL (TV pořad)
- 2000-2007 – Tele Tele (TV pořad)
- 2017 – Nádraží (TV skečový pořad)
- 2020 – sKORO NA mizině (internetový seriál)
- 2021 – Večírek (film)
- 2022 – Národní házená (internetový seriál)
- 2026 – Copak je to za mazáka... (film)

## Režie
- 2012 - dosud – Partička v divadelních verzích (TV pořad, improvizační show)
- 2015 – Co by bylo kdyby... (internetový pořad)
- 2021 – Večírek (film)
- 2022 – Národní házená (internetový seriál)